# Барки (Русско-Лашминское сельское поселение)
Барки — деревня Ковылкинского района Республики Мордовия в составе Русско-Лашминского сельского поселения.

## География
Находится у речки Лашма на расстоянии примерно 7 километров по прямой на запад от районного центра города Ковылкино.

## История
Известна с 1869 года, когда она была учтена как казенная деревня Наровчатского уезда из 43 дворов.

## Население
| 2002 | 2010 |
| ---- | ---- |
| 78   | ↘59  |

Постоянное население составляло 78 человек (мордва-мокша 96 %) в 2002 году, 59 в 2010 году.